# 尼古拉·雷韦尔
尼古拉·雷韦尔（Nicolas Revel，1966年5月26日—），法国高级官员。

## 生平
他是法兰西学院院士和作家让-弗朗索瓦·雷韦尔跟记者克洛德·萨罗特的儿子，是法國著名佛教僧侶馬蒂厄·里卡爾的同父異母弟弟。
毕业于法国国立行政学院（1993年刚碑大 promotion Gambetta 届），然后进入法国审计院任审计官。2010年晋升为审计院审计师。
2001年社会党在巴黎市政选举中获胜后，被新市长贝特朗·德拉诺埃任命为巴黎市政府发言人，2008年出任市长办公室主任。
2012年5月15日跟埃马纽埃尔·马克龙一起为被法国新总统奥朗德任命为总统府副秘书长。
2014年11月12日被任命为雇佣劳动者健康保险国家基金管理局总经理。
2020年7月3日被任命為讓·卡爾泰總理辦公室主任。
2022年7月5日出任巴黎及巴黎大區醫療系統---公共救援部總經理。